# Walcott Peak
Der Walcott Peak ist ein großer und rund 1700 m hoher Nunatak im Palmerland auf der Antarktischen Halbinsel. Im südlichen Teil der Guthridge-Nunatakker in den Gutenko Mountains ragt er auf halbem Weg zwischen Mount Jukkola und dem Lokey Peak auf.
Der United States Geological Survey kartierte ihn 1974. Das Advisory Committee on Antarctic Names benannte ihn 1976 nach Leutnant Fred Perry Walcott vom Civil Engineer Corps der United States Navy, Leiter der Amundsen-Scott-Südpolstation im Jahr 1973.